# کرژبیناتس
کرژبیناتس (صربی: Krežbinac یک روستا در صربستان است که در Pomoravlje District واقع شده‌است.
 کرژبیناتس  ۵۴۷ نفر جمعیت دارد.